# Rubus glabricarpus
Rubus glabricarpus là loài thực vật có hoa trong họ Hoa hồng. Loài này được W.C. Cheng miêu tả khoa học đầu tiên năm 1936.